# Marion Tinsley

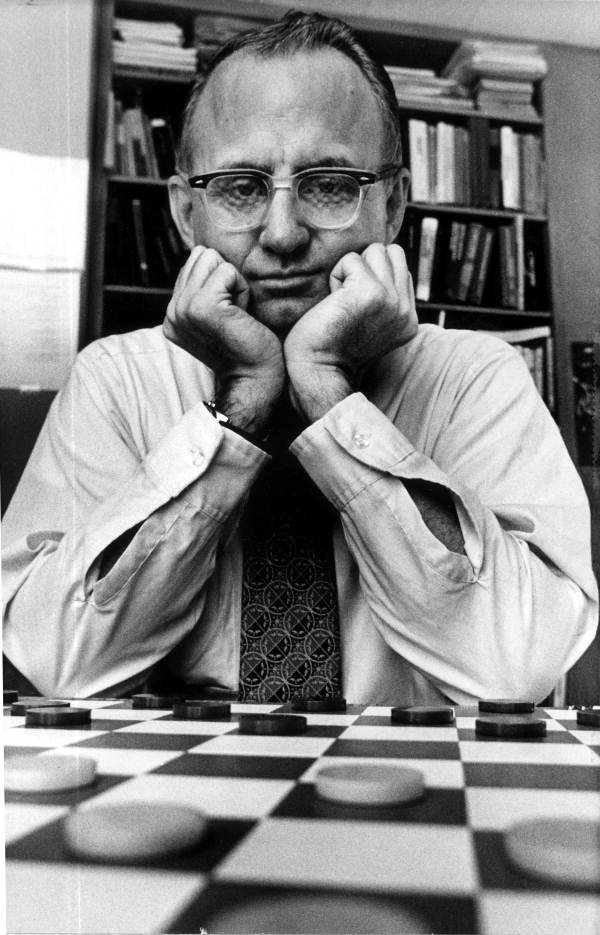
Marion Tinsley, 1988

Der Professor für Mathematik, Marion Tinsley (* 3. Februar 1927 in Irontown, Ohio; † 3. April 1995), gilt als der stärkste Dame-Spieler, der je lebte.

## Leben
Tinsley war Professor für Mathematik an der Florida State University und der Florida A&M University. Außerdem war er Laienprediger in der Christian Church.

## Weltmeisterschaften
Er war 1955 und 1958 sowie 1979, 1981, 1985, 1987 und 1989 Weltmeister – d. h. zunächst zweimal und später fünfmal in Folge – in der Variante Checkers und verlor in seiner 45-jährigen Karriere keinen Weltmeisterschaftskampf und nur sieben Einzelspiele insgesamt (davon zwei gegen das Computerprogramm Chinook).
1955 erlangte er durch einen Sieg gegen Walter Hellman erstmals den Weltmeistertitel im Dame-Spiel (in der Version Three-Move Restriction – der anerkannten Königsklasse des Checkers). In den vom amerikanischen Dame-Verband (American Checker Federation) zusammen mit dem englischen Dame-Verband (English Draughts Association) organisierten Turnieren wird Dame auf einem 8×8-Brett nach der englischen Regelsystemvariante gespielt. 1962–1967 nahm Tinsley nicht an der Weltmeisterschaft teil (Er verzichtete 1958 auf seinen Titel). Einer späteren Bemerkung von ihm zufolge war der Grund dafür, dass es keinen Gegner gab, der für ihn eine Herausforderung darstellte. 1979 wurde er wieder aktiv, bis er 1991 seine Karriere – gegen menschliche Gegner – beendete.

## Mensch versus Maschine
In den 1990er Jahren setzte sich der kanadische Informatikprofessor Jonathan Schaeffer das Ziel, ein Computerprogramm zu entwickeln, das Tinsley besiegen sollte. 1992 und 1994 fanden zwei Mensch-gegen-Maschine-Turniere statt, in denen das Computerprogramm Chinook zwei Spiele gegen Tinsley gewinnen konnte, das erste Turnier jedoch dennoch mit 2-4 verlor. Das zweite Turnier konnte Marion Tinsley aus gesundheitlichen Gründen nicht beenden: Er war schwer an Krebs erkrankt.